# Доґен
До́ґен (яп. 道元, どうげん; 19 січня 1200— 22 вересня 1253) — японський буддистський монах і філософ періоду Камакура, послідовник вчення дзен, засновник японської секти Сото-сю.
Прозваний «Вчителем держави, що поширив на сході природу Будди» (仏性伝東国師, Буссьо-денто-кокусі), а також «Великим вчителем, що прийняв світло» (承陽大師, Дзьойо-дайсі).

## Короткі відомості
Доґен народився 19 січня 1200 у столиці Кіото, в аристократичній сім'ї Внутрішнього міністра Мінамото но Мітітіки. Хлопець рано залишився сиротою: у 3 роки втратив батька, а у 8 — матір. 1213 року він знайшов притулок у свого дядька Рьокена, який був ченцем монастиря Енрякудзі секти Тендай-сю. Наступного року Доґен прийняв у цьому монастирі постриг і почав вивчати езотеричний буддизм. Молодий монах цікавився питанням природи Будди. Він не знайшов на нього задовільної відповіді у наставників своєї обителі і через це у 1215 році перейшов до монастиря Міїдера, а у 1217 році — до монастиря Кенніндзі секти Ріндзай-сю. У останньому Доґен перебував під керівництвом Мьодзена, учня Ейсая, японського проповідника вчення дзен.
У 1223 році Доґен вирушив до Хакати на острові Кюсю, а звідти переправився до китайської династії Сун. У Китаї він подорожував різними монастирями, вивчаючи езотерику і чань. 1225 року Доґен зупинився у гірській обителі Тянтун, центрі чань-буддизму, де став учнем Жуцзіна, патріарха секти Цаодун (Сото). Три роки молодий учень присвятив медитації і дійшов думки, що просвітлення досягається шляхом абстрагування від душі і тіла. 1227 року Доґен був визнаний Жуцзіном своїм «духовним спадкоємцем», отримав від нього дозвіл стати наставником і повернувся до Японії.
На батьківщині Доґен деякий час перебував у Кенніндзі. Там він написав «Рекомендований спосіб сидячих медитацій» (1227), у якому доводив що «сидячі медитації» дзадзен є найправильнішим і найкращим методом досягнення просвітлення. З укладання цього трактату пов'язується заснування нової секти Сото-сю, як окремої гілки японського дзен-буддизму.
У 1230 році Доґен полишив столицю і переїхав неподалік, до провінційного поселення Фукаса у провінції Ямасіро. На новому місці він почав роботу над своєю основною багатотомною працею «Скарбниця істинного ока Закону» (1231—1253), у який виклав суть і правила вчення дзен. У Фукасі його учні почали складати «Розширені записи вічного спокою», життєпис свого вчителя з 1238 по 1253 роки. 1233 року, за сприяння аристократа Фудзівари Норііє і черниці Сьоґакуні, Доґен заснував у Фукасі власний монастир Косьодзі, де провів 10 років і написав посібник для новачків-послідовників «Збірник настанов для вивчення шляху» (1234).
У 1243 році чернець перебрався до північної провінції Етідзен на запрошення місцевого володаря Хатано Йосісіґе, де у 1244 році заклав монастир Ейхейдзі, основний храм секти Сото-сю. Цей монастир став останнім пристановищем Доґена, де він завершив роботу над «Скарбницею» і докладав зусиль до виховання учнів. 1247 року слава Доґена долетіла до резиденції самурайського уряду в Камакурі. Його було викликано туди за наказом сьоґунського радника Ходзьо Токійорі. Доґен пробув у Камакурі пів року і сприяв поширенню духу дзен серед верстви заможного самурайства.
У 1252 році Доґен, перебуваючи в Ейхейдзі, занедужав. Наступного року він завчасно призначив своїм спадкоємцем першого учня Коена Ендзьо і за настановою Хатано Йосісіґе вирушив на лікування до Кіото. Однак 22 вересня 1253 року, на підходах до столиці, Доґен передчасно помер у будинку свого світського учня Какунена, у віці 53 років.